# Toxophora leyladea
Toxophora leyladea är en tvåvingeart som beskrevs av Efflatoun 1945. Toxophora leyladea ingår i släktet Toxophora och familjen svävflugor. Inga underarter finns listade i Catalogue of Life.